# روکاراسو
روکاراسو (به ایتالیایی: Roccaraso) یک کومونه در ایتالیا است که در استان لاکویلا واقع شده‌است.

## خصوصیات
روکاراسو ۵۰٫۰۰ کیلومترمربع مساحت و ۱٬۶۷۲ نفر جمعیت دارد و ۱٬۲۳۶ متر بالاتر از سطح دریا واقع شده‌است.